# Omedvetet
Omedvetet eller det omedvetna kallas all verksamhet i hjärnan som medvetandet inte kan nå eller som det för tillfället inte väljer att kontrollera. Denna betydelse av ordet stämmer med kognitionsvetenskap och socialpsykologi. Sigmund Freud gjorde på sin tid andra distinktioner, och i Carl Gustav Jungs begreppsvärld används termen på ännu ett annat sätt.
Den andel av hjärnans verksamhet som är omedveten är överväldigande. Av informationen från sinnesorganen är vi bara medvetna om cirka en miljondel. Denna miljondel är dock noga utvald och sammanfattad av omedvetna processer för att vara maximalt nyttig för medvetandet. Med hjärnans processer för agerande är förhållandena likartade. Eftersom vårt medvetande bara märker det hos oss själva som är medvetet och eftersom medvetandet har en tendens att efterrationalisera våra omedvetna reaktioner, kan det vara svårt att bedöma sitt eget omedvetnas verkliga betydelse.

## Historia
Under upplysningen på 1700-talet uppfattades människan i John Lockes anda som en i grunden förnuftig varelse där det omedvetna inte hade någon större plats. Romantikens tänkare var betydligt mer intresserade av det omedvetna. Under första halvan av 1800-talet liknade exempelvis filosofen Arthur Schopenhauer det omedvetna vid jordens väldiga inre med det medvetna som jordens yta.
Vid mitten av 1800-talet studerade den tyske fysikern och fysiologen Hermann von Helmholtz människans sinnen och reaktionsförmåga. Han kom fram till att det mesta som händer i hjärnan måste vara omedvetet, inte minst alla de slutledningar som krävs för att informationen från sinnesorganen ska kunna omvandlas till medvetna upplevelser. Samtiden hade dock svårt att acceptera att medvetandet inte hade full kontroll över hjärnan.
I början av 1900-talet lyfte Sigmund Freud i sin psykoanalys fram det omedvetna som grunden för förståelsen av människans psyke. Han jämförde det omedvetna med en outforskad kontinent och menade att psykoanalysen bara hade påbörjat detta utforskande. Med uttrycket "jaget är inte herre i sitt eget hus" menade han att omedvetna delar av psyket är styrande. Detta utmanade ytterligare den gängse synen på människan som en i grunden rationell varelse som styr sitt eget öde, och väckte ett kraftigt motstånd. Kliniskt förknippar psykoanalysen det omedvetna med bortträngda driftimpulser av såväl sexuell som aggressiv art hos personer med en neurotisk personlighetsstruktur.
Behaviorismen var ointresserad av såväl medvetandet som det omedvetna och betraktade människan bara som en svart låda som man kunde stimulera och sedan mäta responsen från. Efter andra världskriget efterträddes behaviorismen av kognitionsforskningen som till en början såg på hjärnan ungefär som en dator där medvetandet kunde jämföras med den centralenhet (CPU) som styr allt. Men på 1980-talet började man istället tänka sig att det omedvetna består av en mängd parallella processer som samarbetar och behandlar stora mängder information mycket snabbt utan en gemensam styrenhet. Medvetandets processer anses å andra sidan arbeta sekventiellt och därmed långsamt, och bara med en sak i taget.

## Informationsflöden
Information mäts i bitar, där en bit är den minsta informationsenheten, en bestämning bland två alternativ – höger eller vänster, ja eller nej, noll eller ett, sant eller falskt. En pixel (färgpunkt) i ett digitalfoto innehåller vanligen 24 bitar information – åtta bitar vardera för mängderna rött, grönt och blått, vilket sammantaget ger punkten sin bestämda färgnyans.
Sinnesorganen registrerar omkring 11 miljoner bitar information varje sekund, varav synen svarar för lejonparten eller 10 miljoner bitar. Av detta når ungefär 16 bitar vårt medvetande, dvs. en miljondel av allt som sinnena tar in. Kroppens agerande bedöms motsvara ungefär en tredjedel av informationsflödet från våra sinnen, vilket skulle bli runt 3 eller 4 miljoner bitar varje sekund. Det innefattar språk, mimik och motorik. Medvetandets kapacitet för olika typer av agerande har uppmätts till någonstans mellan 3 och 45 bitar. Kritiker menar att de högre värdena handlar om inövade färdigheter, exempelvis pianospel, som till viss del utförs omedvetet. Medvetandets insats när vi agerar ligger alltså på i stort sett samma låga nivå som när det upplever vår omvärld.
Hjärnans totala utbyte med omvärlden överträffar alltså medvetandets kapacitet ungefär en miljon gånger. Siffrorna är inte särskilt exakta – de är i allmänhet bara grova uppskattningar, men de visar ändå att det finns en omfattande omedveten verksamhet i hjärnan som på ett mycket kompetent sätt reducerar inkommande information innan den kan upplevas av medvetandet. Likaså utvecklas enkla direktiv från medvetandet av våra omedvetna processer till genomarbetade och väl koordinerade handlingsmönster.

## Det omedvetnas roller
Det omedvetna utför en stor mängd basala uppgifter, såsom att omvandla sinnesintryck till en sammanhängande modell av omvärlden, att planera och samordna alla ledernas rörelser när vi exempelvis ska ta ett språng, och att ständigt reglera kroppens inre miljö så att temperatur, näring, syrehalt, pH och mycket annat hålls konstanta trots varierande yttre betingelser. Detta är processer som medvetandet inte har insyn i, men som det är beroende av för att själv kunna fungera.
Det omedvetna är också en kompetent partner till medvetandet som tillför spatial kompetens, förmåga att känna igen ansikten och mönster i både tid och rum och att göra snabba bedömningar trots ofullständig information. Intuition, aha-upplevelser, en känsla av visshet trots att man saknar en logisk förklaring eller ett plötsligt riktande av vår uppmärksamhet mot något som kan innebära fara är olika uttryck för hur den omedvetna partnern samarbetar med medvetandet. Det omedvetna kan också ta över väl uppövade färdigheter, ofta med betydligt bättre resultat än medvetandet själv klarar. Duktiga musiker, fotbollsspelare, bilförare eller skådespelare har sitt omedvetna att tacka för mycket av sin förmåga.
Dessutom är vårt omedvetna ibland en självständig aktör utanför medvetandets kontroll. Vår kommunikation via minspel är ett exempel på detta. Det finns ansiktsmuskler som medvetandet inte kan påverka, men som gör skillnad mellan äkta och förställda miner. Vi signalerar omedvetet våra känslor även om medvetandet helst vill dölja dem. Vår tolkning av andras minspel fungerar också i hög grad omedvetet. Vi kan inte förklara exakt varför vår misstänksamhet väckts, pulsen gått upp och händerna blivit svettiga, utan vet bara att det är en känsla vi fått. I snabba lägen hinner medvetandet inte med, utan vi agerar direkt och omedvetet, exempelvis när ett föremål plötsligt kommer farande rakt emot oss.
Medan medvetandet arbetar långsamt och med en sak i taget, pågår alltså en stor mängd snabba och omedvetna processer parallellt i hjärnan. Omvandlingen av information från våra sinnen till den form som hjärnan behöver för att kunna använda den kan tas som exempel. Den innehåller många små deluppgifter varav flera kan synas enkla och repetitiva. Sammantaget är det dock en oerhört avancerad uppgift. Bilden från ögats näthinna analyseras ur många olika aspekter samtidigt. Den bryts ner i sina element i form av riktningar, kontrastgrader och färger för varje liten del av synfältet. Ytor och former bestäms, liksom avstånd och vilka färger ytorna hade haft om belysningen hade varit lika överallt. Former jämförs med typföremål som finns lagrade i vårt minne så att vi kan sluta oss till vad det är vi ser, och även hur det borde se ut i de delar som är skymda av andra föremål eller som är vända åt ett annat håll. Igenkänning av former i tre dimensioner är i sig avancerat, eftersom former oftast varierar stort med föremålens orientering. Synintrycket kopplas samman med information från andra sinnen som också har genomgått separata analysprocesser. Slutresultatet är vår egen mentala representation, framställd med hjälp av både sinnesdata och en mängd omedvetna antaganden. Representationen är alltså vår modell av eller hypotes om verkligheten, hjärnans alldeles egna, neurala sätt att föreställa sig sin omgivning. Medvetandet kan rikta sin uppmärksamhet mot en del i taget av denna inre mentala representation. Vi har ingen aning om alla omedvetna steg som gör upplevelsen möjlig, vi vet inte ens om att det är en inre modell istället för verkligheten själv som vi upplever. Vi tänker inte att färger, tonhöjder och lukter bara är hjärnans egen översättning av en del av omgivningens alla vågor och kemiska signaturer. I vardagslivet är det enklare och mer ändamålsenligt för medvetandet att tro att det har direktkontakt med omgivningen och att alla de omedvetna processerna på vägen inte finns.

## Omedveten reglering av risknivån
Vi har en omedveten förmåga att skaffa oss en känsla för frekvenser – hur ofta olika saker i vår vardag förekommer eller sannolikheten för att något ska hända. Om man ber försökspersoner att medvetet lägga märke till vissa typer av händelser och ange deras frekvens, blir bedömningarna sällan bättre än vad man klarar omedvetet och oförberett.
Professor Gerald Wilde, Queens University i Ontario, har hittat många belägg för att människan hela tiden bedömer risker omedvetet. I sin bok "Target risk" från 1995 ger han ett antal exempel på hur vi, utan att veta om det, upprätthåller en konstant risknivå som han kallar "target risk" och som är olika hög hos olika personer. Vi ändrar vårt beteende om det behövs för att hålla vår risknivå konstant. I ett exempel studerades en obevakad järnvägsövergång med gles tågtrafik. Där höll bilisterna en hastighet så att 75 % av dem skulle ha krockat om ett tåg hade kommit just då. När man förbättrade sikten genom att fälla skymmande träd, ökade bilförarna sin hastighet precis så mycket så att risknivån bibehölls. Wilde menar att säkerhetsbälten, krockkuddar och liknande egentligen inte höjer bilars säkerhet utan ökar deras prestanda. Man kan ta ut mer av fordonet med bibehållen säkerhetsnivå.
Det norska Transportøkonomisk institutt konstaterar i linje med detta att ABS-bromsar och kurser i halkkörning inte ger förväntad minskning av olyckor eller skadegrad. De rekommenderar i detta sammanhang en översikt av Amundsen och Bjørnskau 2002 över empiriska undersökningar av trafiksäkerhet.
Samma sak kommer till uttryck i Cykelprogram för Göteborg 1999 som skriver "Ett särskilt problem är att cyklisten (liksom bilisten) ofta tar ut en genomförd säkerhetsåtgärd i ökad hastighet i stället för ökad säkerhet".

### Fotnoter
1. ↑  Sjödén 1998, sid 197
2. ↑  Nørretranders 1991, sid 373
3. 1 2  Nørretranders 1991, sid 217
4. 1 2  NE, uppslagsord "omedvetet"
5. ↑  Nørretranders 1991, sid 221
6. ↑  Nørretranders 1991, kap 6 "Medvetandets bandbredd"
7. ↑  Gladwell 2005 ger många exempel på det omedvetnas förmågor av detta slag.
8. ↑  Stenberg 1994
9. ↑  Challoner 2000, sid 118-121
10. ↑  Transportøkonomisk institutt 2003, sid 6
11. ↑  Cykelprogram för Göteborg 1999, sid 7